# Isabella Aiona Abbott
Isabella Kauakea Yau Yung Aiona de Abbott (Hana, Maui, 20 de junio de 1919-Honolulu, 28 de octubre de 2010) fue la primera mujer nativa hawaiana en obtener un doctorado en ciencias.

## Trayectoria
Fue "Profesora G.P. Wilder" de Botánica desde 1980 hasta su retiro, y luego profesora emérita de Botánica en la Universidad de Hawái. Especialista en algas del Pacífico.
Recibió su grado de la Universidad de California, Berkeley en 1950, y luego inició una carrera como profesora en Stanford University, donde enseñó por 30 años, antes de mudarse a Hawái. Es autora de más de 150 publicaciones. Considerada una experta mundial en macroalgas hawaianas, conocidas en Hawái como limu. Enseñó también etnobiología, y en ausencia de textos establecidos, entrevistaba a mujeres nativas y obtenía información acerca de diferentes clases de limu. Abbott fue cuidadosa en colocar sus estudios científicos dentro de un contexto de la vida nativa hawaiana. Como psicóloga y etnobióloga, Abbott ha escrito ocho libros — incluyendo La'au Hawai'i y Marine Red Algae of the Hawaiian Islands.
En 1997 recibió la Medalla National Academy of Science G.M. Smith. En 2008 recibió un galardón en reconocimiento a sus destacados servicios, del Hawaii Department of Land and Natural Resources.
La abreviatura «I.A.Abbott» se emplea para indicar a Isabella Aiona Abbott como autoridad en la descripción y clasificación científica de los vegetales.

## Obra selecta
- 2009. Roy T. Tsuda, RT; PS Vroom, IA Abbott, JR Fisher, KB Foster. Additional marine benthic algae from Howland and Baker Islands, central Pacific. Pacific Science 62 (2 ):271

### Libros
- 1992. Abbott, IA; G Hollenberg. Marine Algae of California. Ed. Stanford University Press. 844 pp. ISBN 0-8047-2152-1
- 1992. La'Au Hawaii: Traditional Hawaiian Uses of Plants. Ed. Bishop Museum Press. 372 pp. ISBN 0-930897-62-5
- 1998. Taxonomy of Economic Seaweeds With Reference to Some Pacific and Caribbean Species. Vol. II. Ed. California Sea Grant College Program, University of California
- 2004. Abbott, IA; JM Huisman. Marine Green and Brown Algae of the Hawaiian Islands. Ed. Bishop Museum Bulletins in Botany. 259 pp. ISBN 1-58178-030-3
- 2007. John M. Huisman, JM; IA Abbott, CM Smith. Hawaiian Reef Plants. Ed. University of Hawaii Sea Grant College Program. 264 pp. ISBN 1-929054-04-1